# فرودگاه بین‌المللی موا
فرودگاه بین‌المللی موا (به انگلیسی: Moi International Airport) یک فرودگاه همگانی، غیرنظامی با کد یاتا MBA است که یک باند فرود آسفالت دارد و طول باند آن ۳۳۵۰ متر است. این فرودگاه در شهر مومباسا کشور کنیا قرار دارد و در ارتفاع ۶۱ متری از سطح دریا واقع شده‌است.

## شرکت‌های هواپیمایی و مقصدهای پروازی

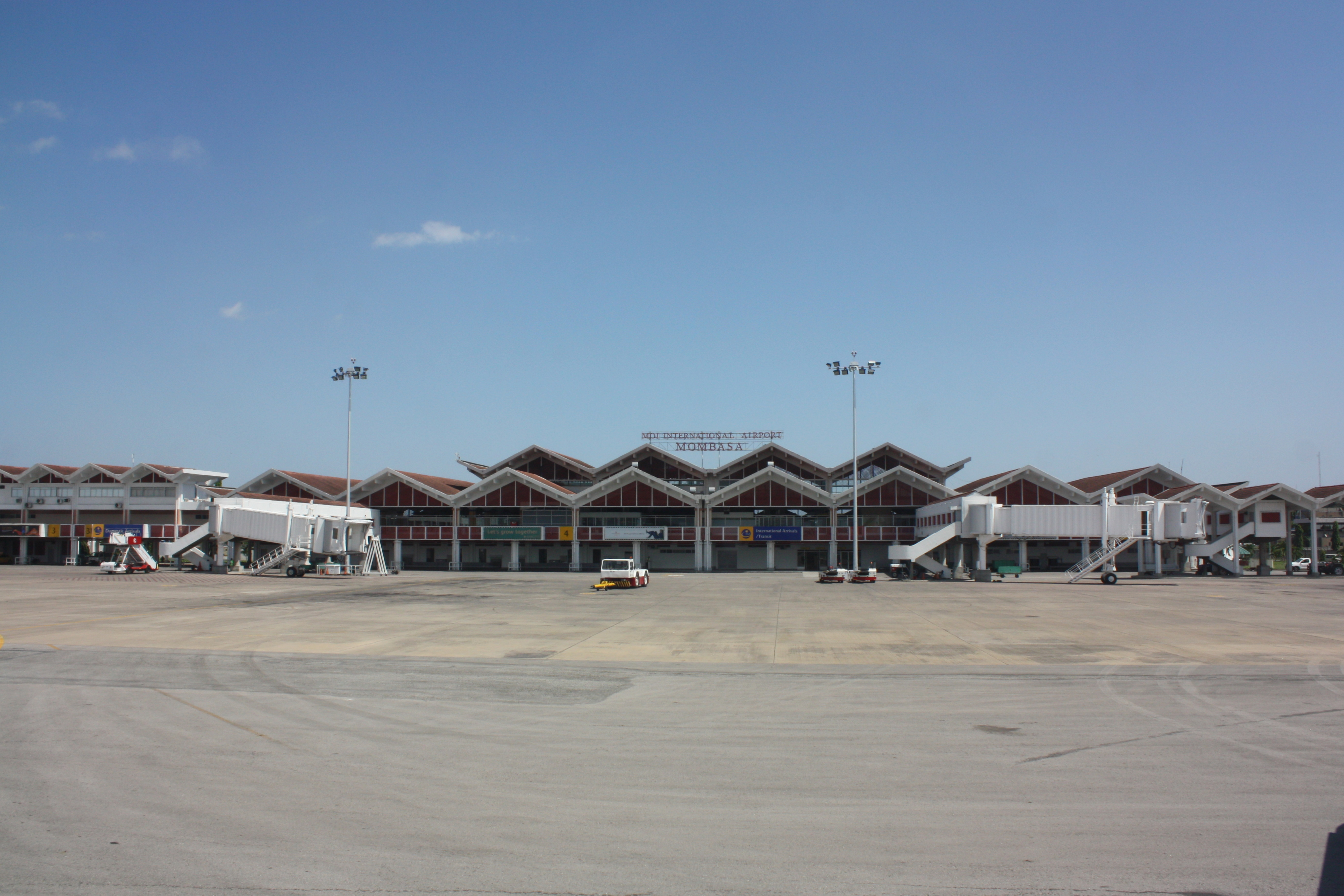
Apron view

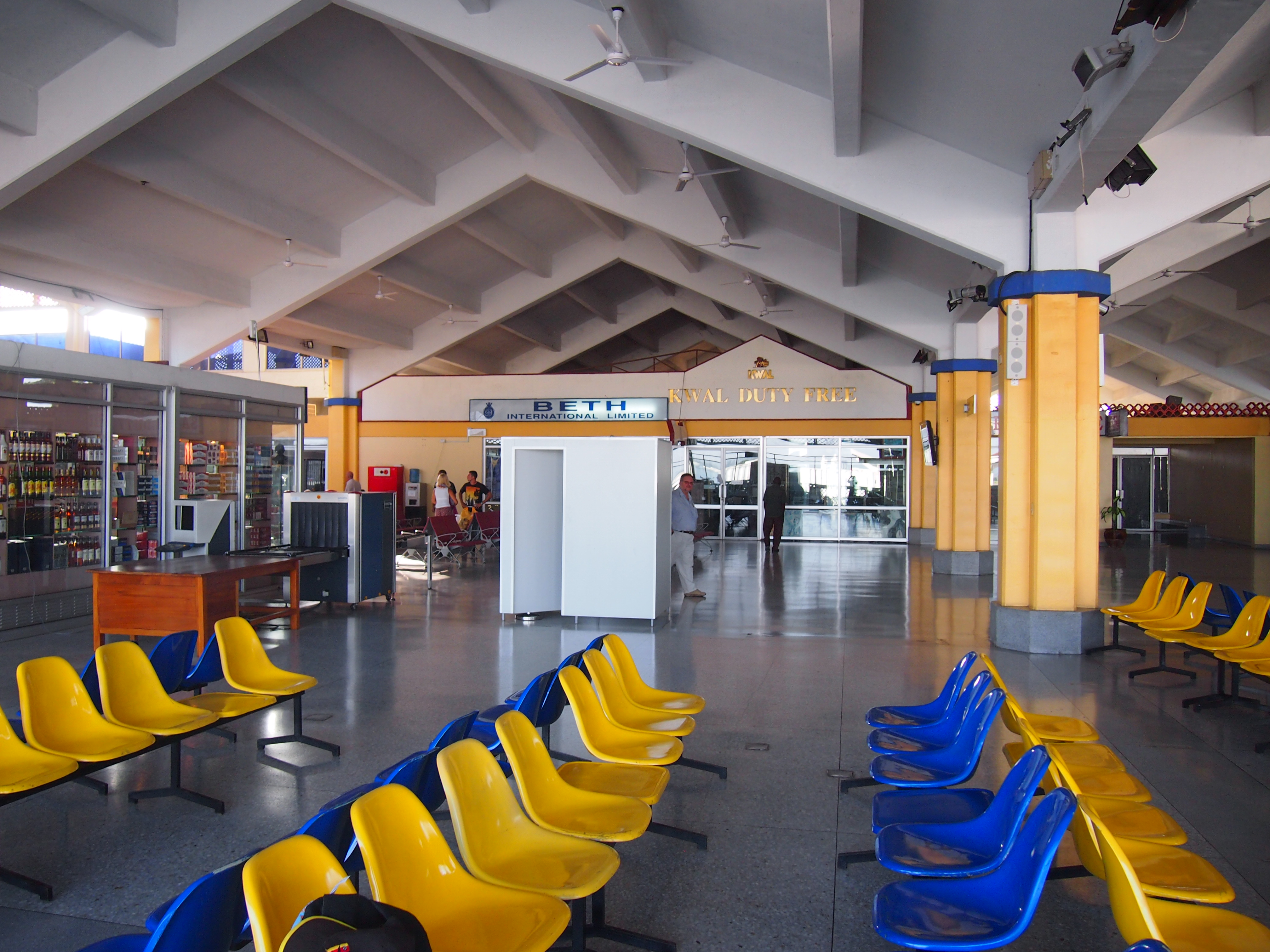
دروازه area

| شرکت‌های هواپیمایی  | مقصدهای پروازی                                                                   |
| ------------------ | -------------------------------------------------------------------------------- |
| براوو ایرویز       | چارتر فصلی: کیف ژولیانی                                                          |
| کوندور فلوگدینست   | فرانکفورت فصلی: مونیخ                                                            |
| انتر ایر           | فصلی: لارناکا، شوپن ورشو                                                         |
| هواپیمایی اتیوپی   | بوول                                                                             |
| Fly540             | جومو کنیاتا، زنگبار                                                              |
| Fly-SAX            | شاهزاده سعید ابراهیم                                                             |
| Jambo Jet          | جومو کنیاتا                                                                      |
| کنیا ایرویز        | ملک عبدالعزیز، جومو کنیاتا                                                       |
| مریدیانا           | میلانو مالپنسا، لئوناردو دا وینچی-فیومیچینو                                      |
| مومباسا ایر سافاری | امبوسلی، کیکوروک، ماندا، مالیندی، مارا سرینا، اوکوندا                            |
| Neos               | چارتر فصلی: بلوونی گوگلیلمو مارکونی، میلانو مالپنسا، لئوناردو دا وینچی-فیومیچینو |
| رواندایر           | دوبی، کیگالی                                                                     |
| ترکیش ایرلاینز     | آتاترک1                                                                          |